# Prestøya
Prestøya est une localité du comté de Nordland, en Norvège.

## Géographie
Administrativement, Prestøya fait partie de la kommune de Herøy.